# Verre Verwanten
Verre Verwanten was een tv- en radioprogramma van Teleac.

## Televisie
Het tv-programma (2005 - 2008) werd gepresenteerd door Jan Douwe Kroeske. Tijdens het programma worden de voorouders van een bekende Nederlander en een onbekende Nederlander bekendgemaakt. De onbekende Nederlander stamt dan weer af van een bekende Nederlander. De deelnemers moeten zes vragen beantwoorden om aanwijzingen te krijgen aan het eind van het programma.

## Radio
Het gelijknamige radioprogramma (2006 - 2010) werd gepresenteerd door Ben Kolster en was iedere zaterdag om 14 uur te beluisteren op Radio 5 (747 AM). Verre Verwanten Radio ging iedere week het land in, op zoek naar oude verhalen op historisch belangrijke plekken. In tegenstelling tot het tv-programma was het aspect 'genealogie' in de radioversie ondervertegenwoordigd. Verre Verwanten Radio hield zich voornamelijk bezig met de popularisering van geschiedenis.
Na bijna 180 uitzendingen is het programma gestopt om plaats te maken voor Helden van Toen.
De begin- en eindtune van het programma is het No. 8 in G minor - 3. Allegro van Tomaso Albinoni.